# Fenerivia chapelieri
Fenerivia chapelieri (Baill.) R.M.K. Saunders – gatunek rośliny z rodziny flaszowcowatych (Annonaceae Juss.). Występuje endemicznie we wschodniej części Madagaskaru. 

## Morfologia
PokrójZimozielone drzewo lub krzew dorastające do 3–5 m wysokości.
LiścieMają lancetowaty kształt. Mierzą 4–6 cm długości oraz 1,5–2 cm szerokości. Są skórzaste. Nasada liścia zbiega po ogonku. Blaszka liściowa jest o tępym wierzchołku. Ogonek liściowy jest nagi i dorasta do 4 mm długości.
KwiatySą pojedyncze, rozwijają się w kątach pędów. Mierzą 0,5 cm średnicy. Działki kielicha mają owalny kształt i dorastają do 4 mm długości. Płatki mają owalnie lancetowaty kształt i osiągają do 5 mm długości. Kwiaty mają 10–12 owłosionych owocolistków o podłużnym kształcie.

## Biologia i ekologia
Rośnie w lasach.